# Kavarskas
Kavarskas ( escoltar (?·pàg.)) és una ciutat del districte municipal d'Anykščiai al Comtat d'Utena amb 700 habitants és la quarta ciutat més petita de Lituània. El riu Šventoji travessa la ciutat. El 1956 Kavarskas va construir una estació de bombament d'aigua i part del riu Šventoji es va canalitzar al riu Nevėžis.

## Història
En lloc de la ciutat moderna, al segle xv hi havia una finca anomenada «Pienionys Mažieji». Al final d'aquest mateix segle el Gran Duc de Lituània Alexandre Jagelló va transferir la propietat al seu tresorer Stanislovas Kovarskis, com no tenia hereus, la finca va ser heretada pel seu germà, Andrius Kovarskis, canonge de la Catedral de Vílnius. Així, el nom de la petita finca Pienionys va ser canviat per Kavarskas.
A les fonts escrites Kavarskas està esmentada per primera vegada el 1538, any en què es va construir una església. Al segle xvi, Kavarskas i els seus voltants van pertànyer a diverses famílies de la noblesa. El 1956 se li va concedir a Kavarskas el dret de ciutat.